# Beike Dao
Beike Dao (chinesisch 貝殼島 ‚Muschelinsel‘) ist eine kleine, muschelförmige Felseninsel im Archipel der Südlichen Shetlandinseln. Sie liegt 600 m südöstlich der Insel Hudie Dao sowie nordwestlich der Fildes-Halbinsel von King George Island.
Chinesische Wissenschaftler, die sie 1993 kartierten, benannten sie deskriptiv.